# Berufsförderungsdienst

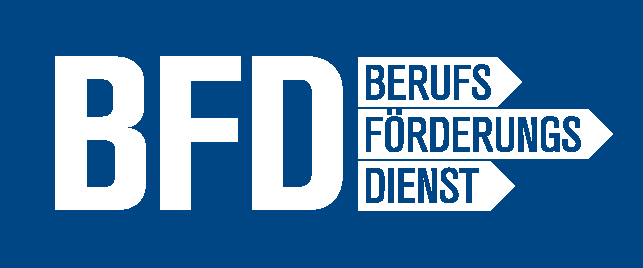

Der Berufsförderungsdienst (BFD) der deutschen Bundeswehr berät und fördert die Soldaten vom Beginn ihrer militärischen Dienstzeit bis zur Eingliederung in den zivilen Arbeitsmarkt nach dem Dienstzeitende. Die Berufsförderung umfasst die Beratung in Fragen der schulischen und beruflichen Bildung sowie der Eingliederung in das zivile Erwerbsleben, die Teilnahme an dienstzeitbegleitenden Bildungs- und Eingliederungsmaßnahmen, den Besuch von Lehrgängen an einer Bundeswehrfachschule, die Förderung der beruflichen Bildung in öffentlichen und privaten Bildungseinrichtungen und Hilfen zur Eingliederung in das zivile Erwerbsleben (§ 3 Abs. 2 SVG). Sie wird grundsätzlich Soldaten auf Zeit gewährt.

## Aufgabe
Der weit überwiegende Teil der Soldaten der Bundeswehr ist zeitlich befristet tätig und startet nach Ablauf der Dienstzeit in eine zivile Karriere. Diesen Übergang unterstützt der BFD mit einem
umfangreichen Förderungs- und Dienstleistungsangebot auf der Grundlage des Soldatenversorgungsgesetzes (SVG) und der Berufsförderungsverordnung (BFöV). Der BFD berät und unterstützt bei der Berufswahl, der dafür erforderlichen Qualifizierung und finanziellen Absicherung bis hin zum Einstieg in die zivile Arbeitswelt.
Zur Zielgruppe des BFD gehören freiwillig Wehrdienstleistende (FWDL), Soldaten auf Zeit und Berufsoffiziere im fliegerischen Dienst mit
besonderer Altersgrenze (BO 41) und in Einzelfällen auch Berufssoldaten. Im Jahr 2018 hat der BFD rund 138.000 aktive und etwa 66.000 ehemaligen Soldaten betreut.

## Organisation und Finanzen
Der BFD ist ein Teil des zivilen Organisationsbereichs Personal der Bundeswehr. Im Bundesamt für das Personalmanagement der Bundeswehr ist die Abteilung II, Unterabteilung 2 für den BFD zuständig. Bundesweit besteht der BFD aus 16 regionalen Organisationseinheiten, neun gemeinsamen Beratungsbüros mit der Karriereberatung, 70 Standortteams und einem Beratungsbüro für das europäische Ausland sowie den USA. 900 Beschäftigte sind beim BFD tätig.
Im Jahr 2018 hat der BFD insgesamt 108,2 Mio. Euro für die Berufsförderung der Soldaten aufgewendet. Dabei entfielen 37 Prozent auf die Zivilberufliche Aus- und Weiterbildung (ZAW) der Bundeswehr, 26 Prozent auf die schulische und berufliche Bildung am Ende und nach der Wehrdienstzeit, 24 Prozent auf Reise- und Trennungsauslagen, 10 Prozent auf interne und externe Maßnahmen (dienstzeitbegleitende Förderung) sowie 3 Prozent auf Sonstiges (z. B. Vorstellungsreisen und Einarbeitungszuschüsse).

## Beratung und Betreuung
Bei Gesprächen erörtert der BFD gemeinsam mit dem Soldaten Chancen und Möglichkeiten auf dem Arbeitsmarkt. Der BFD erläutert dazu die Möglichkeiten der Berufsförderung und zeigt Wege zum Erreichen des Berufszieles auf. Dabei werden Eignung, Neigung und Leistungsfähigkeit, die für das Berufsziel zu erfüllenden Voraussetzungen, aber auch die Situation auf dem Arbeitsmarkt berücksichtigt. 2018 wurden knapp 9.100 Beratungsgespräche durchgeführt.

### Stellenbörse
Die Stellenbörse des BFD dient als Schnittstelle zwischen ausscheidenden oder ehemaligen Soldaten und möglichen Arbeitgebern. Sie bietet für Unternehmen eine schnelle Möglichkeit, geeignetes, aus dem Dienst ausscheidendes Fachpersonal zu finden und den Soldaten eine breite Auswahl an Stellenangeboten.

## Aus- und Weiterbildungsmaßnahmen

### Interne Maßnahmen
In Zusammenarbeit mit namhaften Anbietern aus dem Bereich der beruflichen Aus- und Weiterbildung bietet der Berufsförderungsdienst interne Maßnahmen an, die dem aktuellen Bildungsbedarf der Soldaten, den Besonderheiten des militärischen Dienstes und des Standortes, sowie den Anforderungen des Bildungs- und Arbeitsmarktes entsprechen. Zu den internen Maßnahmen gehören auch die Bundeswehrfachschulen, welche nicht mit den Fachschulen der Bundeswehr (z. B. Ausbildungszentrum CIR), die Truppenschulen sind, zu verwechseln sind. 2018 besuchten etwa 3.350 Soldaten die Bundeswehrfachschulen.

### Externe Maßnahmen
Hierbei handelt es sich vornehmlich um Lehrgänge im Direktunterricht, die von privaten und öffentlichen Bildungseinrichtungen durchgeführt werden und für jedermann zugänglich sind nachrangig können auch Fernunterricht und Fernstudium gefördert werden.

### Zivilberufliche Aus- und Weiterbildung (ZAW)
Im Rahmen von Maßnahmen der zivilberuflichen Aus- und Weiterbildung erlernen Soldaten der Laufbahnen des allgemeinen Fachdienstes eine zivilberufliche Qualifikation, die sie sowohl für ihren militärischen Dienst benötigen, als auch nach ihrem Dienstzeitende verwenden können. 2018 wurden 53 verschiedene Ausbildungsberufe und 45 verschiedene Fortbildungen angeboten.

## Eingliederungshilfen
Die Eingliederungshilfen sollen eine Arbeitsaufnahme im Anschluss an das Dienstverhältnis erleichtern; dazu gehören: Berufliche Orientierungs- und Berufsvorbereitungsmaßnahmen, Bewerbungstrainingsprogramme, Kostenerstattungen z. B. für Vorstellungsreisen sowie Einarbeitungszuschüsse für den zukünftigen Arbeitgeber. Die Maßnahmen können bis zum Ablauf von sechs Jahren nach Dienstzeitende gefördert werden.
Zur beruflichen Orientierung haben Soldaten auf Zeit die Möglichkeit, unter Freistellung vom militärischen Dienst ein Praktikum mit einer Dauer von bis zu einem Monat zu absolvieren. Das Praktikum dient als Orientierungs- und Entscheidungshilfe für die Berufswahl und den erforderlichen Qualifizierungsbedarf. 2018 wurden knapp 3000 Praktika durchgeführt.

## Eingliederungs- und Zulassungsschein
Zu den Möglichkeiten der beruflichen Förderung gehören auch der Eingliederungs- und der Zulassungsschein. Mit ihnen werden Möglichkeiten geschaffen sich auf sogenannte vorbehaltene Stellen im öffentlichen Dienst zu bewerben. Die beiden Scheine unterscheiden sich in ihren Möglichkeiten und den Auswirkungen. 2018 wurden 1339 Eingliederungs- und Zulassungsscheine erteilt.